# Abu Al-Hail
Abdul-Wahab Abu Al-Hail Labid (Baghdad, 21 dicembre 1975) è un ex calciatore iracheno, di ruolo centrocampista.

## Carriera

### Nazionale
Membro della nazionale irachena, fece parte della squadra olimpica alle Olimpiadi del 2004 che si classificò 4º.